# Стратегия конкуренции
Стратегия конкуренции (стратегия участия в конкуренции, конкурентная стратегия, стратегия конкурентных действий) в предпринимательстве – это наиболее существенные и долговременные приоритеты участников рынка, установленные ими для взаимодействия с соперниками, подчиняющие себе процесс совершения ими конкурентных действий в процессе занятия предпринимательством. В понятии «стратегии конкуренции» фиксируются наиболее существенные и долговременные цели и ресурсы конкуренции, перечень главных соперников и союзников, а также характер взаимодействия с ними. Совокупность конкурентных стратегий формирует конкурентную политику участников рынка.
Следование стратегиям конкуренции позволяет участникам рынка формировать систему конкурентных действий, наполняя их наиболее глубоким смыслом, а также поддерживать неизменность и долговременность целей участия в конкуренции. Поэтому стратегии конкуренции определяют деятельность участников рынка в конкурентной среде в долговременном периоде.
Понятия «стратегия конкуренции» и «конкурентная стратегия» широко распространены в литературе и популярны, как и само понятие «стратегия».
Впервые термин «конкурентная стратегия» (competitive strategy) было введено в широкий профессиональный оборот на рубеже 1970–1980-х годов Майклом Портером. Его книга «Конкурентная стратегия: методика анализа отраслей и конкурентов», стала научным бестселлером после публикации на английском языке, а после перевода на русский язык стала широко известной и в среде русскоязычных читателей. Несомненной заслугой научных работ М. Портера было формирование целостных теоретических представлений о конкуренции как об объекте стратегического менеджмента, разработка понятия «конкурентная стратегия» и создание первой классификации типов конкурентных стратегий. Согласно М. Портеру, устойчивое конкурентное преимущество фирмы своим источником имеет либо низкие издержки, позволяющие устанавливать самые низкие цены, либо дифференциацию, позволяющую предлагать большую потребительскую ценность. При этом фирма может либо фокусироваться на отдельном секторе рынка, либо ориентироваться на массовый рынок.
В постпортеровской литературе содержится множество определений и классификаций стратегий конкуренции. В разное время оригинальные типологии конкурентных стратегий были предложены: Ж. Ламбеном, А. Юдановым, Ф. Котлером, Ю. Рубиным, и др. Это дало основание утверждать, что «стратегия – это очень эластичный термин, у которого в обычном употреблении настолько много толкований, что первоначальное его значение почти потерялось».
Стратегии конкуренции входят в перечень стратегий, которыми должны руководствоваться участники рынка в процессе ведения бизнеса, наряду с кадровой, инвестиционной, цифровой, сбытовой, финансовой, производственной, учетной и иными стратегиями.
Стратегии участия в конкуренции имеют собственную природу – это стратегии подготовки и совершения конкурентных действий как самостоятельного компонента занятия предпринимательством.
Наличие в конкурентных действиях стратегии означает, что участники рынка устойчиво взаимодействуют с конкурентами и другим окружением, которое признается ими стратегически значимым (стратегическое конкурентное окружение). Для этого они стремятся к закреплению на стратегически значимых конкурентных позициях, совершают стратегически значимые конкурентные действия, поддерживают стратегический конкурентный потенциал, стратегическую конкурентоспособность.
Военный теоретик XIX века, Карл фон Клаузевиц писал, что тактика и стратегия - два совершенно различных вида деятельности: тактика – это организация и ведение отдельных боев и битв; стратегия – это ведение войны, увязывающее отдельные битвы с общей целью.
В зависимости от долгосрочных приоритетов взаимодействия участников рынка с соперниками выделяют следующие типы стратегий конкурентных действий:стратегии устранения конкурентов;стратегии отступления под влиянием конкурентов;стратегии обособления от конкурентов;стратегии сближения с конкурентами. К стратегиям, направленным на устранение конкурентов, относятся стратегия монополизации и стратегия сильного интегратора. К стратегиям, направленным на отступление под влиянием конкурентов, относятся стратегия полного отступления и стратегия слабого интегратора. К стратегиям, направленным на обособление от конкурентов, относятся стратегия простого обособления, стратегия дезинтеграции и стратегия обособления специализированного бизнеса. К стратегиям, направленным на сближение с конкурентами, относятся стратегия кооперации с конкурентами и стратегия компромисса с конкурентами). Также особое место в жизни фирмы занимает период ее рождения и становления, когда на предстартовой стадии и стадии стартапа осуществляется ее дебют на рынке в качестве конкурента. В этот период фирма, еще не став полноценным участником рынка, применяет разные сочетания перечисленных выше стратегий.
Участие в конкуренции является управляемым процессом, а выполняемые участниками рынка конкурентные действия – объектом управления. При этом, как и в других направлениях менеджмента фирмы (менеджмент персонала, финансовый менеджмент, менеджмент инноваций и др.), в менеджменте конкурентных действий следует выделять стратегический, тактический и ситуационный уровни, составляющих соответственно стратегический, тактический и ситуационный менеджмент конкурентных действий. Такое разграничение необходимо участникам рынка для очерчивания круга стратегических, тактических и ситуационных управленческих решений, которые позволяли бы им успешно выполнять конкурентные действия.
С помощью стратегического менеджмента конкурентных действий участники рынка обеспечивают ведение бизнеса и выполнение конкурентных действий на стратегическом уровне – с опорой на долгосрочные приоритеты взаимодействия с конкурентами. Это жизненно необходимо любому участнику рынка. Если значимость конкурентных действий не обоснована участниками рынка на стратегическом уровне, убедительных доказательств того, что им надо совершать эти действия, нет.
Стратегический менеджмент конкурентных действий(стратегический менеджмент участия в конкуренции) начинается с обоснования стратегических целей участия в конкуренции.
Определение стратегических целей участия в конкуренции включает в себя:
- выявление стратегических конкурентов;
- определение стратегически значимых конкурентных преимуществ и недостатков;
- выделение стратегических областей бизнеса;
- определение стратегически важных полей конкуренции;
- формулирование стратегических целевых установок на совершение конкурентных действий.

Следующими шагами стратегического менеджмента конкурентных действий являются:
- выявление стратегических конкурентных диспозиций участников рынка;
- выделение главных стратегий и механизмов сочетания стратегий участия в конкуренции;
- определение характера конкурентного взаимодействия сторон соперничества.

Стратегический менеджмент конкурентных действий реализуется с применением инструментов управления разработанными стратегиями участия в конкуренции:
- стратегического планирования конкурентных стратегий;
- обеспечения организационных предпосылок реализации конкурентных стратегий;
- обеспечение стимулов реализации конкурентных стратегий;
- стратегический контроль выполнения конкурентных действий.

Важное значение для успешной реализации стратегий конкуренции является учет участником конкуренции стратегических ограничений конкурентных действий, которые приняты на национальном и международных рынках, и содержатся основополагающих нормах антимонопольного законодательства, таких как: недопущение злоупотребления доминирующим положением, запрет на антиконкурентные соглашения и согласованные действия, запрет на недобросовестную конкуренцию, и др.
Каждый участник рынка, разрабатывая конкурентные стратегии взаимодействия с конкретными соперниками, выбирает способы их применения с помощью тактики конкурентных действий, обращенной в адрес этих соперников.